# Microclimă
Microclimă (sau microclimat) se numește clima unui teritoriu puțin întins, ca de exemplu un câmp cultivat, panta unui deal, liziera unei păduri, malul unui lac etc. Diferențierile microclimatice depind în primul rând de influența neomogenă a suprafeței subiacente și de aceea ele se produc în straturile inferioare de aer, de lângă sol.
Microclima se caracterizează prin parametrii fizici ai aerului (temperatură, umiditate, viteză de mișcare, presiune atmosferică și energie radiantă). Microclima din straturile de aer de la suprafața terestră este condiționată de variațiile de încălzire, răcire, umezire și uscare în microzone și depinde de relieful terenului, tipul de sol, vegetație ș.a. fiind specifică a unor porțiuni distincte dintr-un landșaft geografic.
Microclimatul se mai poate defini astfel: condiții atmosferice particulare ce caracterizează o zonă restrânsă.